# Cyrtonus oomorphus
Cyrtonus oomorphus es una especie de insecto coleóptero de la familia Chrysomelidae.
Fue descrita científicamente en 1882 por Fairmaire.